# Исаков, Димитр
Димитр Исаков (болг. Димитър Исаков; род. 25 июня 1924, София) — болгарский футболист, нападающий. Заслуженный мастер спорта Болгарии (1959).

## Карьера

### Клубная карьера
Родился 25 июня 1924 года в Дупнице, где дебютировал во взрослом футболе в 1939 году в клубе «Марек» (Дупница). В составе клуба отыграл 13 сезонов, а в 1952 году на один сезон перешёл в клуб «Славия» (София). Во время игры в «Славии» стал одним из лучших болгарских бомбардиров, забив 10 голов. Вместе с клубом завоевал кубок Болгарии.
В 1953 году вернулся в клуб «Марек» (Дупница), где провёл ещё девять сезонов. Завершил карьеру футболиста в 1962 году.

### Карьера в сборной
В 1948 году дебютировал в официальных матчах в составе национальной сборной Болгарии, за которую выступал на протяжении одиннадцати лет.

### Тренерская карьера
В 1965 году возглавил тренерский штаб родного клуба «Марек» (Дупница), где почти тридцать лет назад он начинал собственную игровую карьеру. Тренировал команду клуба до 1966 года.
В 1971 году стал тренером клуба «Хебыр», который также тренировал на протяжении одного сезона.

## Достижения
«Славия» (София)
- Обладатель Кубка Болгарии: 1952